# إشتفان غال
إشتفان غال (بالمجرية: Gaál István) هو كاتب سيناريو ومصور سينمائي ومونتير ومخرج مجري، ولد في 25 أغسطس 1933 في سالجوتارجان في المجر، وتوفي في 25 سبتمبر 2007 في بودابست في المجر.

## وصلات خارجية
- إشتفان غال على موقع IMDb (الإنجليزية)
- إشتفان غال على موقع ألو سيني (الفرنسية)
- إشتفان غال على موقع تيرنر كلاسيك موفيز (الإنجليزية)
- إشتفان غال على موقع أول موفي (الإنجليزية)
- إشتفان غال على موقع قاعدة بيانات الأفلام السويدية (السويدية)
- إشتفان غال على موقع قاعدة بيانات الفيلم (الإنجليزية)
- إشتفان غال على موقع كينوبويسك (الروسية)